# 峨眉鼠尾草
峨眉鼠尾草（学名：Salvia omeiana）为唇形科鼠尾草属的植物，为中国的特有植物。分布于中国大陆的四川等地，生长于海拔2,200米至3,130米的地区，一般生长在山坡、林缘及路旁。

## 别名
白生麻、南茄草、白气草（四川峨眉）、野苏麻（四川冕宁）

## 变种
- 宽苞峨眉鼠尾草（学名：Salvia omeiana var. grandibracteata），分布在中国大陆的四川等地，生长于海拔1,400米至2,300米的地区，多生长在丛林及草地斜坡上。